# Neon Goddesses
Pour plus de détails, voir Fiche technique et Distribution.
Neon Goddesses (美丽的魂魄, Měilì de húnpò) est un film documentaire chinois réalisé par Yu Lik-wai, sorti en 1998.

## Fiche technique
- Titre : Neon Goddesses
- Titre original : 美丽的魂魄 (Měilì de húnpò)
- Réalisation : Yu Lik-wai
- Pays d'origine : Chine
- Format : Couleurs - 35 mm
- Genre : documentaire
- Durée : 46 minutes
- Date de sortie : 1998